# Анна и кралят
„Анна и кралят“ (на английски: Anna and the King) е американска биографична драма от 1999 г. на режисьора Анди Тенант, адаптация на романа „Анна и кралят на Сиам“ на Маргарет Ландън. Във филма участват Джоди Фостър и Чоу Юнфат.
Филмът е пуснат по кината в Съединените щати на 17 декември 1999 г. от „Туентиът Сенчъри Фокс“ и печели 114 млн. долара в световен мащаб при бюджет от 92 млн. долара.